# Belgica Foederata
Pour les articles homonymes, voir Belgica.
Cet article court présente un sujet plus développé dans : Pays-Bas (toponymie).

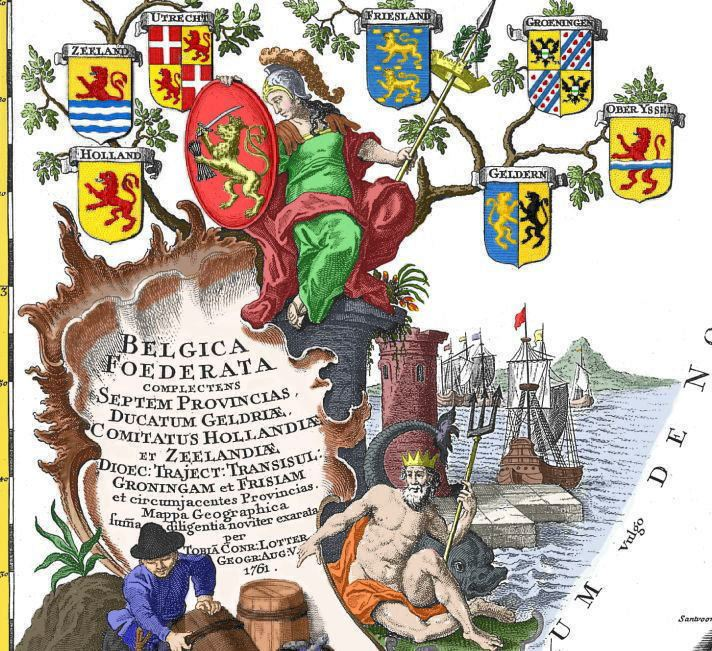
Cartouche d’une carte la Belgica Foederata de 1761 réalisée par Tobias Conrad Lotter.

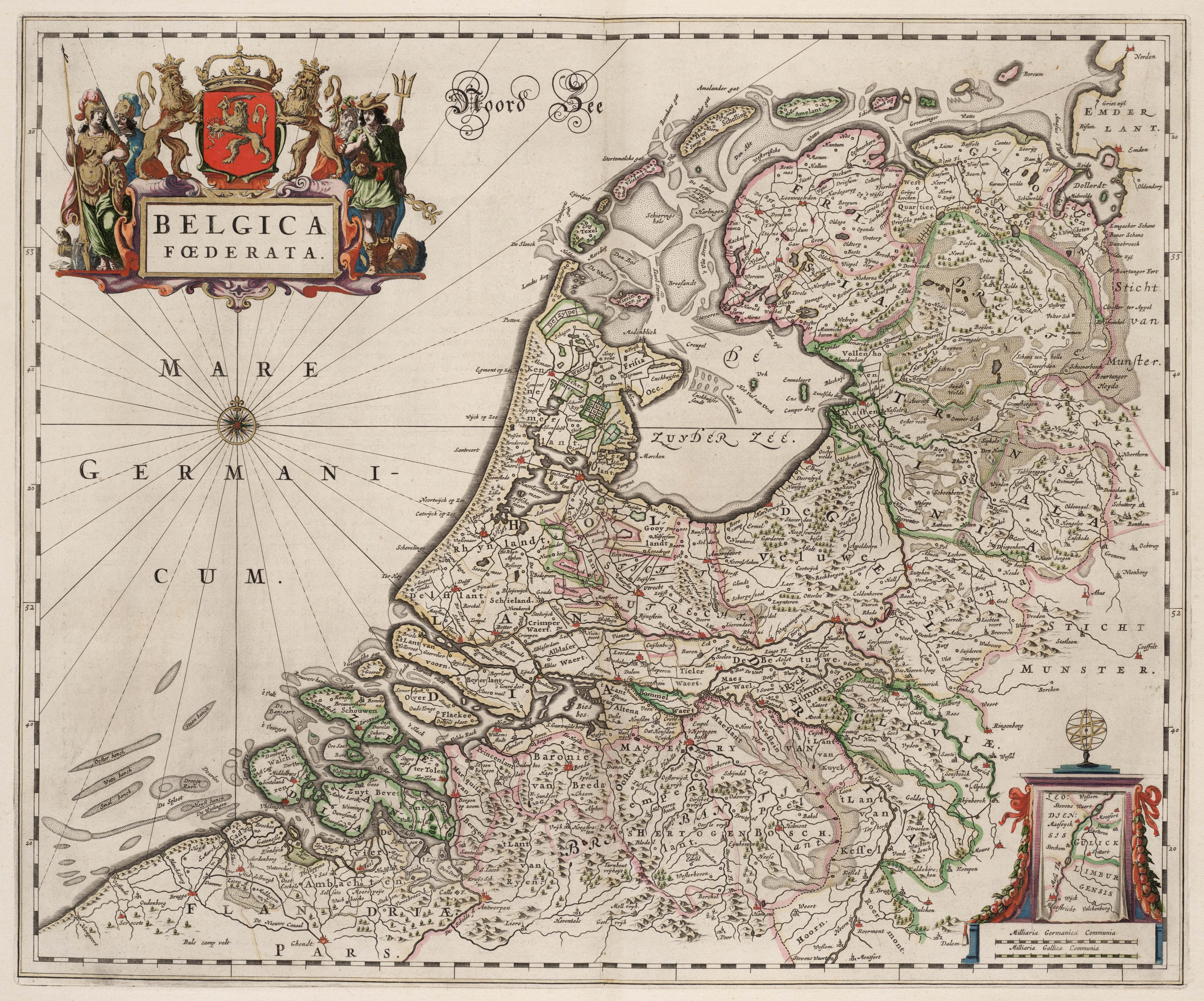
Carte de la Belgica Fœderata tirée de l’atlas van Loon de 1664

La Belgica Foederata (ou Belgica Fœderata) est l'appellation (en langue latine) dans les livres, ainsi que sur les cartes géographiques d'époque, des sept provinces du nord des Pays-Bas espagnols qui se sont séparées et assemblées en fédération sous le nom de Provinces-Unies par l'Acte de La Haye le 26 juillet 1581 à l'issue de la guerre de Quatre-Vingts Ans qui s'est terminée par le traité de Westphalie.
Les provinces de la partie sud des Pays-Bas espagnols, appelés aussi Pays-Bas méridionaux sont représentées par le nom de Belgica Regia sur les cartes et correspond à peu près à la Belgique actuelle. La Belgica Foederata correspond, quant à elle, quasiment aux Pays-Bas actuels.

## Les sept provinces
Les sept provinces de la Belgica Foederata sont :
- La province de Hollande, ancien comté.
- La province de Zélande, ancien comté.
- La province d'Overijssel, ancienne seigneurie.
- La province de Frise, ancienne seigneurie.
- La province de Groningue, anciennes seigneuries de la ville de Groningue et des Ommelanden officiellement appelées les « États de la ville et des Ommelanden » (Stadt en land en néerlandais).
- La province de Gueldre, partie de l'ancien duché de Gueldre.
- La province d'Utrecht, ancienne seigneurie (évêché sécularisé en 1528 par le traité de Schoonhoven).